# Banansläktet
Banansläktet eller bananer (Musa) är ett släkte av enhjärtbladiga växter som ingår i familjen bananväxter.
Banansläktet beskrevs första gången av botanikern Georg Eberhard Rumphius, men erkändes formellt i Linnés Species Plantarum 1753. När Linné skrev detta verk kände han bara till en sorts bananer som fanns i ett växthus i Nederländerna. Linné kallade dessa Musa paradisiaca, vilka länge ansågs utgöra en naturlig art. Den visade sig senare vara en hybrid. Detta misstag ledde till att banansläktets taxonomi inte blev helt klarlagd förrän på 1950-talet. Numera är den korrekta benämningen på denna "holländska" banan, Musa Kokbanan-Gruppen som har trivialnamnet kokbanan.
På liknande sätt som med kokbanan är många bananer framodlade hybrider eller varieteter och därmed inte egna arter. Exempelvis är de bananer som vanligtvis förekommer i butiker i västvärlden inte en art utan förs till Musa Dessertbanan-Gruppen som har trivialnamnet banan. Inom den gruppen finns det sorter som exempelvis Röd banan (Musa 'Red') och äppelbanan (Musa 'Silk'). En annan grupp är kanariebanan (Musa 'Dwarf Cavendish') som utvecklats ur ädelbananen (M. acuminata). På grund av dessa komplexa förhållanden erkänner olika auktoriteter olika antal arter inom släktet. 
De flesta bananer som används som livsmedel tillagas som grönsaker, det vill säga de måste kokas innan de kan ätas. Några arter ger textilfibrer, bland annat manilahampa och andra används som prydnadsväxter.

## Arter
Arter inom släktet enligt ITIS (i bokstavsordning efter artepitet):
- Ädelbanan (Musa acuminata)
- Musa alinsanaya
- Musa aurantiaca
- Musa azizii
- Musa bakeri
- Balbisbanan (Musa balbisiana)
- Musa banksii
- Musa barioensis
- Basjoohampa (Musa basjoo)
- Musa bauensis
- Musa beccarii
- Musa boman
- Musa borneensis
- Musa bukensis
- Musa campestris
- Musa celebica
- Musa cheesmanii
- Musa chunii
- Praktbanan (Musa coccinea)
- Vietnamesisk banan (Musa exotica)
- Musa fitzalanii
- Musa formosana
- Musa gracilis
- Musa griersonii
- Musa hirta
- Musa ingens
- Musa insularimontana
- Musa itinerans
- Musa jackeyi
- Musa johnsii
- Musa juwiniana
- Musa kattuvazhana
- Musa lanceolata
- Musa laterita
- Musa lawitiensis
- Musa lokok
- Musa lolodensis
- Musa lutea
- Musa maclayi
- Musa mannii
- Musa monticola
- Musa muluensis
- Musa nagensium
- Musa ochracea
- Musa ornata
- Musa paracoccinea
- Musa paradisiaca
- Musa peekelii
- Musa rosea
- Musa rubinea
- Musa rubra
- Musa sakaiana
- Musa salaccensis
- Musa sanguinea
- Musa schizocarpa
- Musa shankarii
- Musa siamensis
- Darjeelingbanan (Musa sikkimensis)
- Musa splendida
- Manilahampa (Musa textilis)
- Musa thomsonii
- Musa tonkinensis
- Musa troglodytarum
- Musa tuberculata
- Sammetsbanan (Musa velutina)
- Musa violascens
- Musa viridis
- Musa voonii
- Musa yamiensis
- Musa yunnanensis
- Musa zaifui